# Aula virtual en la educación a distancia
El Aula virtual es un concepto que se ha desarrollado desde los años ochenta; este término se le adjudica a la socióloga Starr Roxanne Hiltz, quien la define como “el empleo de comunicaciones mediadas por computadores para crear un ambiente electrónico semejante a las formas de comunicación que normalmente se producen en el aula convencional”.
A través de este entorno, las personas pueden acceder y desarrollar una serie de acciones que son propias de un proceso de enseñanza presencial, como conversar, leer documentos, realizar ejercicios, formular preguntas, trabajar en equipo, etc. Todo ello de forma simulada sin que medie una interacción física entre docentes y alumnos.
En la educación a distancia el aula virtual tiene una importancia radical, ya que es el espacio donde se concentra el proceso de enseñanza-aprendizaje, tal cual como un aula de escuela o universidad presencial.

## Usos del aula virtual
El aula virtual puede ser utilizada de dos maneras:
- Como complemento del aula presencial.
- Para el dictado de clases en educación a distancia.[3]

## Ventajas del aula virtual
La educación a distancia, se perfila como modalidad educativa con un potencial de posibilidades para adaptarse a los cambios que se están suscitando en la sociedad, para instaurar una práctica pedagógica que pueda tomar en cuenta las modificaciones en la dinámica individual del acto de aprender, los alcances de la interactividad permitidas por las nuevas redes electrónicas y el giro que todo ello supone para la gestión de los sistemas educativos, en búsqueda de mayor flexibilidad, cobertura y de medios efectivos de aportar los modos de socialización que se requieren.
El Aula virtual actualmente se considera el sistema más innovador de educación a distancia, orientado a mejorar la comunicación, incentivar el aprendizaje interactivo y personalizado, el análisis crítico, enfatizando el trabajo en equipo, a través de la Internet (Rosario, 2007).
La incorporación de las tecnologías de la información y la comunicación (TIC) al proceso educativo, permite que el docente (facilitador) y el estudiante (participante) se encuentren en un ambiente virtual, para realizar actividades conducentes al aprendizaje, sin necesidad de un encuentro presencial.
Entre las ventajas más importante de un Aula virtual se tienen:
- Reduce notablemente los costos de la educación.
- No requiere de un espacio físico y evita que las personas deban desplazarse.
- Brinda mayores posibilidades para estudiar a los que se encuentran más alejados de los Centros de formación.
- Permite el acceso a los cursos con total libertad de horarios.
- Un entorno de aprendizaje y trabajo cooperativos.
- Distribuye la información de forma rápida y precisa a todos los participantes.
- Prepara al estudiante para competir en el mercado laboral de manera más ágil, rápida y eficiente.
- Convierte la docencia virtual en una opción real de teletrabajo.
- Se complementa, sin lugar a dudas, con la educación presencial y con los soportes didácticos ya conocidos.

Durante el período de aislamiento social preventivo y obligatorio, las instituciones educativas encontraron en las plataformas virtuales un aliado para continuar con su trabajo de manera efectiva.